# Giro di Lombardia 1922
Il Giro di Lombardia 1922, diciottesima edizione della corsa, fu disputata il 5 novembre 1922, su un percorso totale di 246 km. Fu vinta dall'italiano Costante Girardengo, giunto al traguardo con il tempo di 9h01'00", alla media di 27,283 km/h, precedendo i connazionali Giuseppe Azzini e Bartolomeo Aimo.
Presero il via da Milano 55 ciclisti e 30 di essi portarono a termine la gara.

## Ordine d'arrivo (Top 10)
| Pos. | Corridore           | Squadra          | Tempo    |
| ---- | ------------------- | ---------------- | -------- |
| 1    | Costante Girardengo | Bianchi-Salga    | 9h01'00" |
| 2    | Giuseppe Azzini     | Maino-Bergougnan | s.t.     |
| 3    | Bartolomeo Aimo     | Legnano-Pirelli  | s.t.     |
| 4    | Federico Gay        | Bianchi-Salga    | a 4'23"  |
| 5    | Giovanni Brunero    | Legnano-Pirelli  | s.t.     |
| 6    | Angelo Gremo        | Bianchi-Salga    | s.t.     |
| 7    | Alfredo Cominetti   | Orio-Onesti      | a 6'05"  |
| 8    | Ottavio Bottecchia  | Ganna-Dunlop     | a 8'39"  |
| 9    | Alessandro Tonani   | Ganna-Dunlop     | s.t.     |
| 10   | Michele Gordini     | Bianchi-Salga    | a 13'49" |